# ایرسایوو
ایرسایوو (انگلیسی: Irsayevo) یک شهرک در شهرستان میشکینسکی استان باشقیرستان کشور روسیه است.